# Hällbybrunn
Hällbybrunn, i folkmun bara Hällby, är en tätort i Eskilstuna kommun belägen i Torshälla socken.
Hällby tätort ligger cirka 6 kilometer väster om Eskilstuna, nära E20:s avfart vid Folkesta och syns från E20 genom det svampformade vattentornet, vilket är upplyst nattetid.

## Kurorten Hällby brunn
Ortens officiella benämning, Hällbybrunn, syftade ursprungligen på den brunnsanläggning som från slutet av 1800-talet och en tid 1930-talet fanns i den del av samhället som kallas Nedre Hällby. Där låg källan Hellby helsokälla, beskriven som "vida känd trefaldighetskälla, forntida offerkälla". Ingenting av den tidigare brunnsbebyggelsen återstår idag med undantag av den ståtliga Pallinska läkarvillan. Ortens tidigare järnvägsstation finns ännu kvar i Nedre Hällby, nära det tidigare brunnsområdet, och är idag privatbostad.

## Befolkningsutveckling
| Befolkningsutvecklingen i Hällbybrunn 1950–2020 | Befolkningsutvecklingen i Hällbybrunn 1950–2020 | Befolkningsutvecklingen i Hällbybrunn 1950–2020 | Befolkningsutvecklingen i Hällbybrunn 1950–2020 | Befolkningsutvecklingen i Hällbybrunn 1950–2020 |
| ----------------------------------------------- | ----------------------------------------------- | ----------------------------------------------- | ----------------------------------------------- | ----------------------------------------------- |
|                                                 |                                                 |                                                 |                                                 |                                                 |
| År                                              |                                                 |                                                 | Folkmängd                                       | Areal (ha)                                      |
| 1950                                            | 1950                                            |                                                 | 1 272                                           |                                                 |
| 1960                                            | 1960                                            |                                                 | 1 614                                           |                                                 |
| 1965                                            | 1965                                            |                                                 | 2 118                                           |                                                 |
| 1970                                            | 1970                                            |                                                 | 2 618                                           |                                                 |
| 1975                                            | 1975                                            |                                                 | 2 549                                           |                                                 |
| 1980                                            | 1980                                            |                                                 | 2 416                                           |                                                 |
| 1990                                            | 1990                                            |                                                 | 3 454                                           | 235                                             |
| 1995                                            | 1995                                            |                                                 | 3 541                                           | 257                                             |
| 2000                                            | 2000                                            |                                                 | 3 413                                           | 256                                             |
| 2005                                            | 2005                                            |                                                 | 3 374                                           | 266                                             |
| 2010                                            | 2010                                            |                                                 | 3 296                                           | 308                                             |
| 2015                                            | 2015                                            |                                                 | 3 323                                           | 286                                             |
| 2020                                            | 2020                                            |                                                 | 3 394                                           | 302                                             |
|                                                 |                                                 |                                                 |                                                 |                                                 |

## Bebyggelse och kommunikationer
Bebyggelsen är belägen på båda sidorna av den branta Strömsholmsåsen, på vars krön gamla E3 löper. Dåvarande E3 genom Hällbybrunn ersattes 1968 av den nuvarande E20-sträckningen norr om samhället.
Genom Nedre Hällby passerar Svealandsbanan västerut mot Kungsör och Arboga. Den järnvägen används också av Järnvägslinjen Sala–Oxelösund norrut mot Kolbäck. I Nedre Hällby ansluter även det ännu trafikerade godstrafik-spåret från Nyby bruk/Torshälla.
Mestadels består Hällby av villor och radhus, men det finns även hyreshus i centrum. Skola finns med låg- och mellanstadium.
I Hällbys norra utkanter i anslutning till trafikplats Folkesta vid E20 finns numera Folkesta köpcentrum med ett angränsande industriområde.
På Brunnsta gårds marker på gränsen mot Torshälla utbreder sig sedan mitten av 1970-talet Volvo Construction Equipment (VCE) stora fabriksanläggningar, som då flyttades hit från centrala Eskilstuna. 
Hällby kyrka uppfördes 1929 och är belägen på Strömsholmsåsens krön mitt i samhället.

## Idrott
Hällbybrunns IF har verksamhet inom fotboll.

## Kända personer med anknytning till Hällbybrunn
- Yvonne Ryding, Miss Universum 1984, kommer från Hällbybrunn.
- Albin Helldén, skulptör och träsnidare.

## Galleri

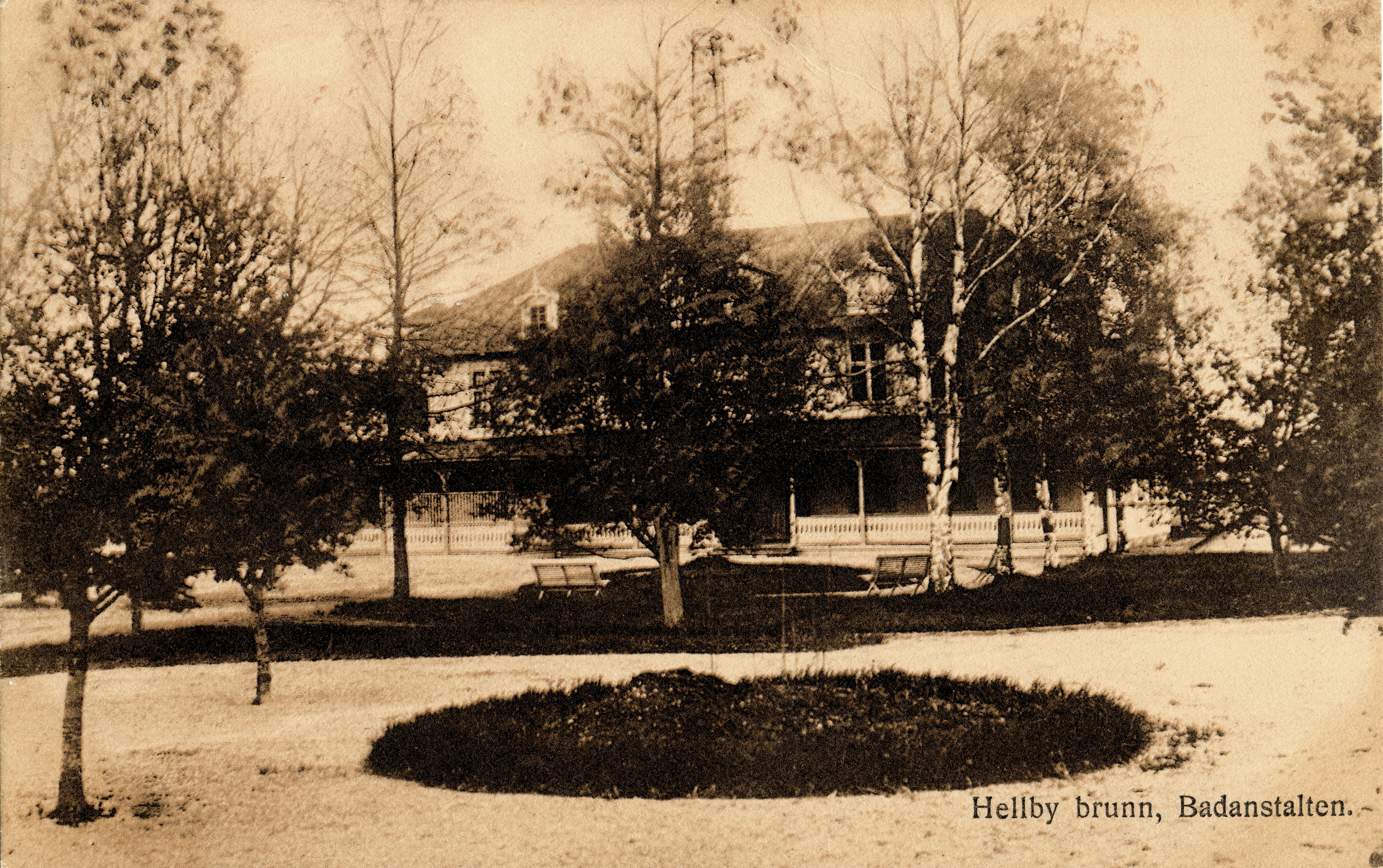
Hellby brunn, Badanstalten (vykort från tidigt 1900-tal). Den badanläggning som orten uppkallats efter.
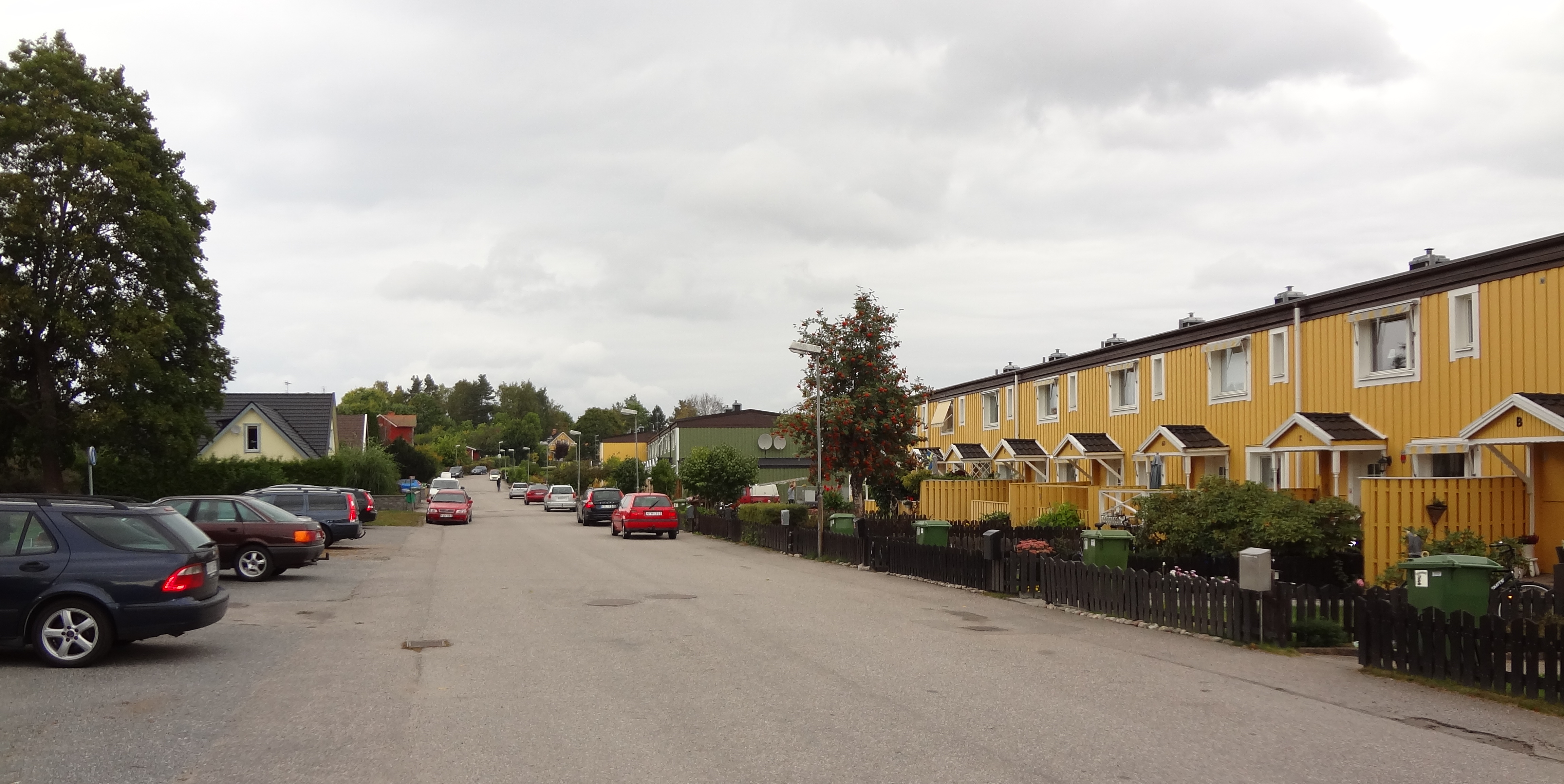
Villor och radhus längs Albanovägen.
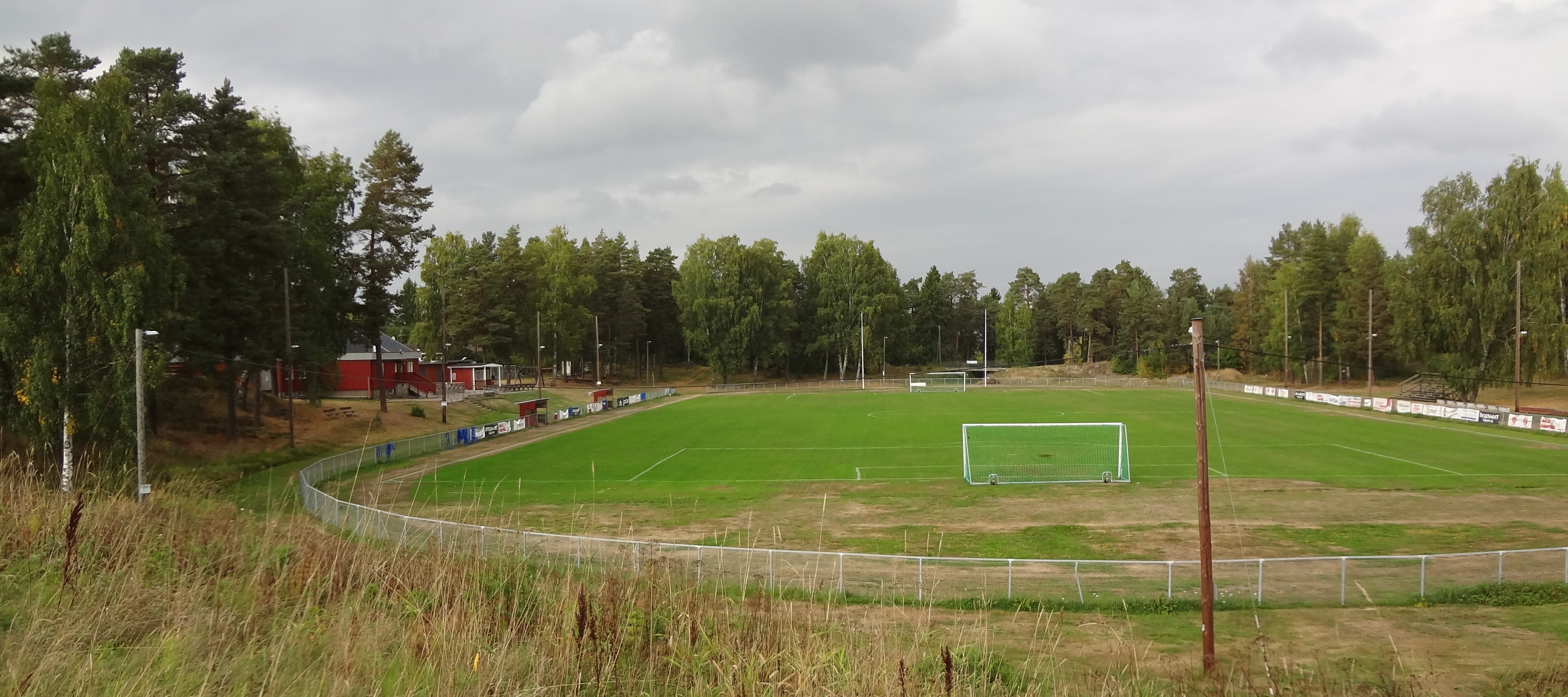
Skogsvallen i Hällbybrunn.